# Volo Aeroflot 3352
Il volo Aeroflot 3352 era un volo passeggeri nazionale di linea da Krasnodar a Novosibirsk, con scalo intermedio a Omsk, in Unione Sovietica. L'11 ottobre 1984, un Tupolev Tu-154 in rotta sulla tratta collise in fase di atterraggio a Omsk contro alcuni veicoli di manutenzione sulla pista, provocando la morte di 174 persone a bordo e 4 a terra. Una catena di errori nelle operazioni aeroportuali contribuì all'incidente, ma la causa principale fu attribuita essere un addetto al controllo del traffico aereo addormentato in servizio. Al 2024, questo rimane il peggior incidente aereo su suolo russo. Rimase anche l'incidente aereo con più vittime coinvolgente un Tupolev Tu-154 fino allo schianto del volo Aeroflot 7425 9 mesi dopo.

## L'aereo
Il velivolo coinvolto era un Tupolev Tu-154B-1, marche CCCP-85243, numero di serie 77A243. Volò per la prima volta nel 1977 e venne consegnato ad Aeroflot nello stesso anno. Era alimentato da 3 motori turboventola Kuznetsov NK-8-2U. Al momento dell'incidente, l'aereo aveva circa sette anni.

## L'incidente
L'aereo trasportava 170 passeggeri, di cui 8 adolescenti e 16 bambini piccoli; 2700 kg (6000 lb) di bagagli, 306 kg (670 lb) di posta e 1600 kg (3500 lb) di carico. L'equipaggio era composto da nove persone. Il comandante era di grande esperienza, con 16 365 ore di esperienza di volo (delle quali 4 303 in voli notturni). Il volo si stava avvicinando a Omsk in condizioni di maltempo: pioggia leggera, visibilità a 3 km e base delle nubi a 100 metri.
Alle 05:00 ora locale (UTC+7), il volo 3352 si stava preparando per l'atterraggio all'aeroporto Central'nij di Omsk, importante città russa della Siberia sudoccidentale, con oltre un milione di abitanti, e centro amministrativo dell'Oblast' di Omsk. In quelle ore, questo era l'unico velivolo in avvicinamento a Omsk e venne autorizzato all'atterraggio quando contattò l'aeroporto.
Alle 05:20, preoccupato che la pioggia rendesse la pista eccessivamente scivolosa, l'equipaggio di manutenzione dell'aeroporto chiese il permesso di asciugarla. Il controllore di terra in servizio diede il permesso e si addormentò poco dopo, dimenticando di attivare l'avvertenza "pista occupata". Ai sensi dei regolamenti aeroportuali, questa procedura non sarebbe mai dovuta avvenire, poiché il permesso di chiudere e fare manutenzione su una pista poteva essere concesso solo dal capo controllore, che in quei momenti era assente.
L'equipaggio di manutenzione, seguendo la routine dell'aeroporto, spostò tre veicoli sulla pista: un fuoristrada UAZ-469 con un rimorchio attaccato, seguito da un camion KrAZ e un camion Ural. Questi ultimi erano carichi di carburante, dotati di compressori d'aria a secco, e pesavano 16-20 tonnellate. 
Durante l'esecuzione dei loro compiti, gli addetti violarono gravemente le norme di sicurezza: anche se tutti i loro veicoli avrebbero dovuto mantenere i lampeggianti accesi, questi erano considerati dai lavoratori fastidiosi perché troppo luminosi, e decisero pertanto di tenerli accesi solo fino all'inizio delle operazioni per poi riaccenderli dopo la fine dell'asciugatura. Questa decisione ebbe un ruolo decisivo nel disastro: i piloti non furono in grado di vedere i veicoli e di accorgersi dell'incursione di pista. Al contrario, gli addetti della manutenzione videro il Tu-154 avvicinarsi da una buona distanza, con le luci di atterraggio accese. Tentarono di contattare tre volte il controllore di terra riguardo a tali luci, ma non ricevettero risposta e quindi le ignorarono, pensando che provenissero da un aereo non in fase di avvicinamento.
Intorno alle 05:36, il volo 3352 richiese l'autorizzazione per atterrare al controllore di avvicinamento. La richiesta fu inviata due volte; i piloti ebbero l'impressione di notare dei vaghi contorni sulla pista e decisero di chiedere una ulteriore conferma che non ci fossero ostacoli. Il controllore verificò lo stato della pista, che apparentemente non era occupata, quindi cercò di contattare il controllore di terra, da cui non ricevette risposta (poiché si era addormentato), e successivamente contattò il controllore di volo sulla radio interna, ricevendo una risposta quasi incomprensibile, ma che a lui suonò come "...bodna" (originale russo: бодна) che interpretò come "svobodna" (russo: свободна; ovvero "libera"; le comunicazioni vennero registrate e analizzate in seguito). Il controllore di avvicinamento autorizzò quindi l'atterraggio nonostante non avesse visto la pista, violando le norme che gli avrebbero imposto di mantenere il volo in attesa e di ricontrollare lo stato della pista. Sia il controllore di terra che il controllore secondario avrebbero dovuto essere in grado di vedere la pista, ma il primo dormiva e il secondo era assente a causa della carenza di personale.
Alle 05:38, il volo superò l'altezza minima oltre alla quale l'equipaggio non poteva più interrompere l'atterraggio. L'aereo toccò terra a 130 nodi (240 km/h). Al momento del touchdown, l'equipaggio vide la schiera di veicoli sulla pista e tentò di riattaccare, ma non riuscì a evitare la collisione. Il Tu-154 si schiantò contro l'Ural e contro il KrAZ, provocando l'incendio delle sette tonnellate di carburante in ciascun camion e del serbatoio di carburante del velivolo. Il jet si ribaltò e la fusoliera si spezzò; alcuni detriti finirono contro l'UAZ-469. La rottura dei serbatoi causò la fuoriuscita di combustibile in fiamme verso l'interno della fusoliera, che incenerì tutti i passeggeri tranne uno. La sezione della cabina di pilotaggio si staccò, allontanandosi dall'incendio. Non subì gravi danni e tutti e quattro i membri dell'equipaggio sopravvissero, riportando solo lievi ferite. Uscirono dalla cabina e corsero sul luogo dell'incidente nel tentativo di aiutare i passeggeri. Anche i quattro membri dell'equipaggio di manutenzione a terra rimasero uccisi all'interno dei veicoli.

## Le indagini
Un'indagine statale concluse che l'incidente fu causato da una catena di errori dovuti alla negligenza dei controllori del traffico aereo, nonché alla disobbedienza delle norme di base per la manutenzione e la sicurezza dell'aeroporto. Il controllore di terra fu ritenuto direttamente responsabile, poiché si era addormentato sul posto di lavoro e non aveva risposto alle richieste di emergenza; permise anche ai camion della manutenzione di spostarsi sulla pista e non la segnò come occupata. Durante un interrogatorio, pur affermando di non ricordare le azioni durante i momenti in questione, non si oppose alle accuse a suo carico. Fu condannato a 15 anni e si suicidò in prigione. Inoltre, il responsabile delle operazioni di volo fu condannato a 15 anni di carcere, il controllore di avvicinamento a 13 anni e il capo della manutenzione dell'aeroporto a 12 anni. Tutti e tre fecero appello alle loro sentenze, inutilmente. Le ispezioni successive in numerosi altri aeroporti sovietici riscontrarono tipologie e quantità simili di violazioni delle norme di sicurezza, con conseguente licenziamento di vari funzionari di alto livello.
Non vennero riscontrati errori da parte dei piloti o guasti all'aeromobile. Il peso e l'equilibrio dell'aereo rientravano nella norma. A causa della scarsa visibilità, l'equipaggio non era riuscito a vedere gli ostacoli sulla pista. Sebbene avessero qualche ragionevole dubbio sul fatto che la pista fosse occupata o meno, questi furono avventatamente dissipati dalle rassicurazioni del controllore di avvicinamento. L'equipaggio ebbe solo pochi secondi per evitare la collisione a terra; intraprese azioni evasive, ma non poté salvare l'aereo. Vennero così assolti da ogni colpa.
I controllori di volo e di avvicinamento erano professionisti con esperienza con almeno 10 anni di servizio. Il controllore di terra, che aveva 23 anni, era nuovo. Presumibilmente non aveva dormito abbastanza nei giorni precedenti l'incidente, avendo dovuto prendersi cura dei suoi due bambini piccoli. L'audizione formale del caso ebbe luogo solo tre mesi dopo l'incidente, a causa delle circostanze; la maggior parte del tempo fu dedicata all'identificazione delle vittime e alla localizzazione delle loro famiglie. Tutti gli accusati, così come i loro avvocati, ricevettero minacce e vennero trasferiti alle udienze sotto la massima sicurezza.